# 公理号商业空间站
公理号商业空间站或公理号段舱是国际空间站（ISS）的计划模块组件，由总部位于得克萨斯州休斯敦的公理太空公司为商业太空活动而设计。公理太空公司于 2020 年 1 月获得美国国家航空航天局（NASA）的初步批准。随后，公理太空于 2020 年 2 月 28 日获得了 NASA 的合同。国际空间站退役后，该轨道站将与国际空间站分离，成为一个独立的模块化空间站，即公理号空间站。

## 公理太空模块段
计划中至少四个公理太空的模块将对接到国际空间站上。第一个模块计划于2026年发射（原计划2024年），将对接至空间站上的和谐号节点舱的前部对接口，在这之前需要将加压连接适配器（PMA-2）迁移到国际空间站的其他对接口，如和谐号节点舱天底对接口上。公理太空计划在其核心模块上再对接上至少三个舱段，并派私人宇航员居住在这些舱段中。
公理太空的效果图揭示了四个计划中的的舱段如何利用移动维修系统的加拿大臂2停靠和重新定位时对接到国际空间站。

## 公理空间站
该公理航天在2020年2月发布了空间站的初步构想，介绍了“公理号轨道段”如何构成“公理空间站”的基础。“公理号空间站 ”是一个潜在的未来空间站，由 “公理轨道段 ”和国际空间站退役和分离后的其他仓段组成，它包括一个带有气闸的动力和热模块。 该公司计划于 2026 年向国际空间站发射第一个舱，并在之后几年持续发射第二个、第三个和第四个舱。
2018 年，法国建筑师兼设计师菲利普·斯塔克（Philippe Starck）提出了“公理号商业空间站”乘员舱的内部概念效果图。“公理号商业空间站”计划配备的设施包括高速 Wi-Fi、影片螢幕、画窗和玻璃罩穹顶舱--公理航天称其为 “有史以来为太空环境建造的最大的窗式观测台”。
每个公理太空站模块是一个独立的航天器，配备了在轨道上机动所需的所有系统--其中包括推进器。 

## 计划模块

### AxH1
公理太空站的第一个舱段模块命名为 Hab 1，预计将于2026年年底发射。 它将为四名乘员提供生活居住空间，其容积可满足研究和制造应用的需要。每个乘员舱都配有一个大型地球观测窗口和触摸屏通信面板。该舱段提供了一个对接口用于来访的飞船与公理号进行对接；核心舱上的四个径向对接口提供了空间站未来扩展模块的能力，并提高了空间站的对接能力。 它还将配备推进、制导、导航和空间站控制系统。第一个带窗的加压舱长约11米，最宽处直径为4.2米。泰利斯阿莱尼亚航天公司在2024年初报告称，该模块的制造取得重大进展。

### AxSEE-1
公理太空计划为英国太空娱乐企业公司（Space Entertainment Enterprise，简称 S.E.E.）制造 SEE-1 模块。。 根据计划，SEE-1 是一个六米长的球形充气模块，目的是在太空中建立第一个娱乐工作室。SEE-1 预计将在 AxH1 对接到国际空间站后发射。 
SEE的导演德米特里·列涅夫斯基和埃琳娜·列斯涅夫斯基另外还在计划未来与汤姆克鲁斯在该空间站进行电影拍摄。 

### AxH2
公理空间站的Hab 2模块将不早于2027年发射。它将为额外的四名船员提供居住空间，使空间站能够支持多达八名宇航员同时生活。  它还将为公理号空间站提供完整的生命支持系统（ECLSS）、商业高速数据卫星通信和加拿大臂3号移动维修系统。 

### AxRMF
公理空间站上的研究和制造实验室舱段模块计划于2020年代未发射。  它利用独特的微重力环境，作为进行创新研究、产品开发、流程改进和制造的平台。 

### AxEO

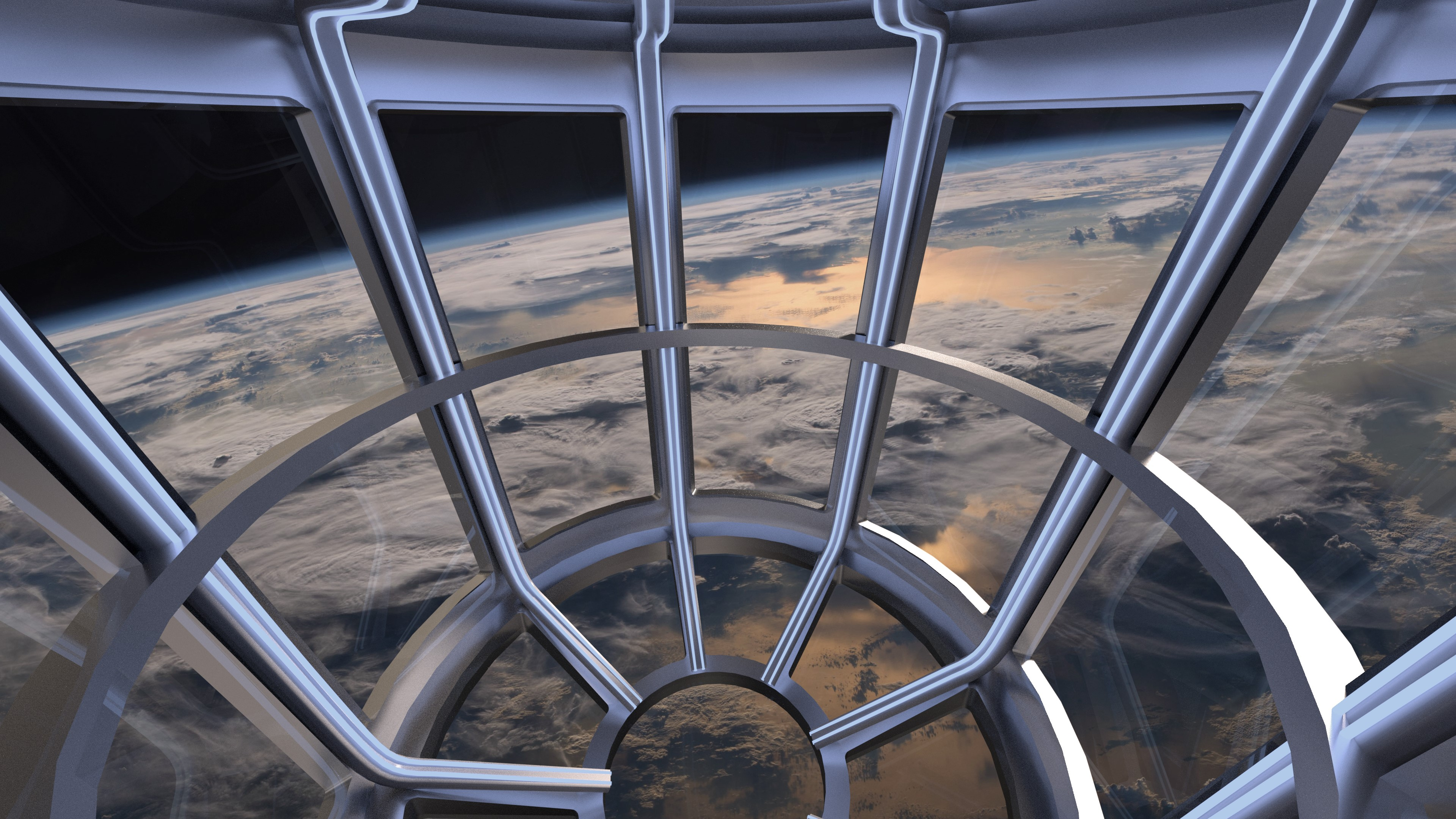
公理地球观测试内部，计划于2020年代未发射。

公理空间站的地球观测站是一个由玻璃幕墙为外壳的穹顶舱，计划于 2020 年代末发射。 

### AxPT
公理号空间站的动力塔将通过太阳能阵列提供相当于国际空间站的电力和热能，用以支持该空间站的能源供应，这样公理号空间站一旦与国际空间站脱离对接，就能实现自我支持。该舱段预计将于2027年发射。  在AxPT发射之前，公理号空间站将依靠国际空间站来协助为其提供动力。AxPT还为该站增加了EVA能力。 

### AxPLM
国际空间站退役后，莱昂纳多多用途增压舱也可能保留对接在公理号空间站上。 

## 制造

### 制造商
公理太空公司与泰雷兹-阿莱尼亚太空公司签署了一份合同，由泰雷兹-阿莱尼亚公司为AxH1和AxH2制造和测试主要结构以及微流星和碎片保护系统（或MDPS）。  泰雷兹阿莱尼亚航天公司已经在加工AxH1的主要结构。随着2021年9月21日制造准备审查的完成，泰雷兹阿莱尼亚公司能够开始焊接AxH1的锥板。预计AxH1的主结构将于2023年初从意大利运到德克萨斯州的休斯顿，在那里，公理太空将在发射前完成所有系统的组装和整合工作。 

### 装配与整合
目前还没有宣布使用哪款火箭将AxS模块发射至近地轨道。第一个模块 AxH1 计划安装在 "和谐号节点舱"的前舱。  SEE-1 模块计划对接在 AxH1 的径向接口之一，然后 AxH2 将对接在 AxH1 的前向对接口。 AxPT 计划对接在 AxH1 或 AxH2 的 Zenith 对接口。 由于公理号空间站 是模块化空间站，因此可以根据需要将模块移动到不同的对接口上。

## 目的

### 科学研究
公理号空间站计划包含一个实验舱 AxRMF，为低地球轨道下微重力制造 （页面存档备份，存于）研究提供机会。Axiom Station 计划拥有一个实验室模块 AxRMF，为低地球轨道研究 （页面存档备份，存于）和制造 （页面存档备份，存于）提供机会。

### 商业空间站
公理号空间站还计划有一般商业用途的空间，如SEE-1娱乐舱段模块。